# Gymnopteris borealisinensis
Gymnopteris borealisinensis là một loài dương xỉ trong họ Pteridaceae. Loài này được Kitag. mô tả khoa học đầu tiên năm 1935.
Danh pháp khoa học của loài này chưa được làm sáng tỏ. 